# Witte Kerk (Nieuw-Vennep)
De Witte Kerk is een Protestantse kerk in Nieuw-Vennep in de Nederlandse provincie Noord-Holland.
De kerk is gebouwd in 1862 en staat op een centrale plek, aan de kruising van de Hoofdweg (Oostzijde) en de Venneperweg.
Het is de oudste kerk en een van de oudste gebouwen in Nieuw-Vennep.
De kerk maakt deel uit van de in 2004 gevormde Protestantse Kerk in Nederland. Naast de Witte Kerk kent Nieuw-Vennep nog twee andere zelfstandige Protestantse Gemeenten.
De kerk en de pastorie (aan de Venneperweg) staan samen op de gemeentelijke monumentenlijst van Haarlemmermeer.

## Interieur
De preekstoel is aan een van de lange zijdes van de kerkruimte.
In 1865 werd er een orgel ingebouwd van het bedrijf van de familie Knipscheer in Amsterdam. In 1980 is dit vervangen door een ander orgel.